# Platynus testaceus
Platynus testaceus är en skalbaggsart som beskrevs av Thomas Casey. Platynus testaceus ingår i släktet Platynus och familjen jordlöpare. Inga underarter finns listade i Catalogue of Life.